# Njeganovići
Njeganovići so naselje v občini Bileća, Bosna in Hercegovina. 

## Deli naselja
Njeganovići.

## Prebivalstvo
| Pregled števila prebivalcev po letih | Pregled števila prebivalcev po letih | Pregled števila prebivalcev po letih | Pregled števila prebivalcev po letih | Pregled števila prebivalcev po letih | Pregled števila prebivalcev po letih |
| ------------------------------------ | ------------------------------------ | ------------------------------------ | ------------------------------------ | ------------------------------------ | ------------------------------------ |
| 1948                                 | 1953                                 | 1961                                 | 1971                                 | 1981                                 | 1991                                 |
| -                                    | -                                    | -                                    | 176                                  | 132                                  | 79                                   |

| Narodna sestava prebivalstva po letih                                                                                       | Narodna sestava prebivalstva po letih                                                                                       | Narodna sestava prebivalstva po letih                                                                                      |
| --- | --- | --- |
| 1971 | 1981 | 1991 |
| . skupaj: 176 Muslimani 95 (53,97 %) Srbi 81 (46,02 %) Hrvati 0 (0,00 %) Jugoslovani 0 (0,00 %) drugi in neznano 0 (0,00 %) | . skupaj: 132 Muslimani 87 (65,90 %) Srbi 44 (33,33 %) Hrvati 0 (0,00 %) Jugoslovani 1 (0,75 %) drugi in neznano 0 (0,00 %) | . skupaj: 79 Muslimani 61 (77,21 %) Srbi 18 (22,78 %) Hrvati 0 (0,00 %) Jugoslovani 0 (0,00 %) drugi in neznano 0 (0,00 %) |